# Daniele Bartocci
Daniele Bartocci (né le 26 juin 1989 à Jesi) est un journaliste, écrivain, essayiste et professionnel du secteur food italien. Il est reconnu pour ses apparitions dans les médias, ses publications sur le sport et la gastronomie, ainsi que pour ses nombreux prix nationaux et internationaux.

## Biographie
Diplômé en économie et commerce international à l’Université polytechnique des Marches avec mention cum laude, Bartocci obtient ensuite un master en marketing sportif et communication au sein du groupe Il Sole 24 Ore.
Il débute très jeune dans le journalisme, collaborant avec des journaux comme le Corriere Adriatico. Il est l’auteur d’un essai sur Julio Velasco, célèbre entraîneur de volley-ball, et participe à des émissions télévisées et radiophoniques italiennes.

## Activités
Bartocci est juge dans l’émission King of Pizza sur Sky Italia, un talent-show dédié à la pizza gourmet, créé par la Nationale Italienne des Pizzaioli dirigée par Dovilio Nardi (détenteur de 8 Records Guinness).
Il intervient régulièrement dans des événements liés à l’innovation alimentaire et au secteur Horeca. Il est également actif dans la communication digitale et le développement de marques agroalimentaires.

## Œuvres
- Happy Hour da fuoriclasse al Bartocci (2021),  (ISBN 9788892375222)

## Distinctions
- Global Recognition Award (2025)[3].
- Prix Renato Cesarini (2020)[4].
- Prix Pietro Mennea (2024) [5].
- Prix Andrea Fortunato (2024) [6]
- Prix 100 Eccellenze Italiane (2023, Montecitorio)[7].
- Myllennium Award (2020)[8]
- Prix Giovanni Arpino (2020) [9].
- Food and Travel Awards (2022) [10].
- Top 40 Under 40 (2025) Business Elite [11].

## Médias
Il est régulièrement invité dans des émissions de télévision et de radio italiennes. Il est reconnu pour son approche innovante dans la communication food et sport.